# Complete II
Complete II è una raccolta di album e DVD degli X Japan, pubblicata per la Columbia Records nel 2005.
Complessivamente comprende 10 CD e 9 DVD.

## CD
Album 1 - Art of Life
1. Art of Life - 28:58 (YOSHIKI - YOSHIKI)

Album 2 - Dahlia
1. Dahlia - 7:57 (YOSHIKI - YOSHIKI)
2. Scars - 5:06 (HIDE - HIDE)
3. Longing～跡切れたmelody～ - 7:39 (YOSHIKI - YOSHIKI)
4. Rusty Nail - 5:28 (YOSHIKI - YOSHIKI)
5. White Poem I - 3:18 (YOSHIKI - YOSHIKI)
6. Crucify My Love - 4:36 (YOSHIKI - YOSHIKI)
7. Tears - 10:28 (Hitomi Shiratori & YOSHIKI - YOSHIKI)
8. Wriggle - 1:26 (HEATH & PATA)
9. Drain - 3:28 (HIDE & TOSHI - HIDE)
10. Forever Love Acoustic Version - 7:50 (YOSHIKI - YOSHIKI)

Album 3 - Live Live Live Tokyo Dome 1993-1996 (2CD)
- CD 1

1. Prologue 1993.12.31 - 2:54 (F.Marino - X JAPAN)
2. Blue Blood 1993.12.31 - 4:23 (YOSHIKI - YOSHIKI)
3. Sadistic Desire 1993.12.31 - 5:28 (YOSHIKI - HIDE)
4. Week End 1995.12.31 - 5:58 (YOSHIKI - YOSHIKI)
5. Rose of Pain (acoustic) 1994.12.31 - 3:41 (YOSHIKI - YOSHIKI)
6. Tears (acoustic) 1995.12.31 - 7:28 (Hitomi Shiratori, YOSHIKI - YOSHIKI)
7. Standing Sex 1993.12.31 - 4:44 (Miyukihime Igarashi - YOSHIKI)
8. Countdown ～ X 1993.12.31 - 7:17 (Hitomi Shiratori -YOSHIKI - YOSHIKI)
9. Endless Rain 1993.12.31 - 9:28 (YOSHIKI - YOSHIKI)

- CD 2

1. Amethyst 1996.12.31 - 6:19 (YOSHIKI)
2. Rusty Nail 1996.12.31 - 5:34 (YOSHIKI - YOSHIKI)
3. Dahlia - 1996.12.31 - 8:09 (YOSHIKI - YOSHIKI)
4. Crucify My Love 1996.12.31 - 4:42 (YOSHIKI - YOSHIKI)
5. Scars 1996.12.31 - 7:28 (HIDE - HIDE)
6. White Poem I 1996.12.31 - 6:19 (YOSHIKI - YOSHIKI)
7. Drain 1996.12.31 - 4:20 (HIDE & TOSHI - HIDE)
8. Say Aything (acoustic) 1995.12.31 - 2:56 (YOSHIKI - YOSHIKI)
9. Tears 1993.12.31 - 7:58 (Hitomi Shiratori, YOSHIKI - YOSHIKI)
10. Forever Love 1996.12.31 - 8:10 (YOSHIKI - YOSHIKI)

Album 4 - Live Live Live Extra
1. Kurenai 12/31/96 - 7:02 (YOSHIKI - YOSHIKI)
2. Wriggle 12/31/96 - 1:27 (HEATH & PATA)
3. Heath Solo 12/31/96 - 4:22 (HEATH)
4. Hide Solo 12/31/96 - 8:02 (HIDE)
5. Piano Solo 12/31/95 - 5:26 (YOSHIKI)
6. Drum Solo 12/31/96 - 9:02 (YOSHIKI)
7. Orgasm 12/31/96 - 15:43 (Hitomi Shiratori - YOSHIKI)

Album 5 - Live in Hokkaido 1995.12.4 Bootleg
1. Amethyst - 6:17 (YOSHIKI - YOSHIKI)
2. Rusty Nail - 5:42 (YOSHIKI - YOSHIKI)
3. Sadistic Desire - 5:45 (YOSHIKI - HIDE)
4. Scars - 7:22 (HIDE - HIDE)
5. Dahlia - 8:11 (YOSHIKI - YOSHIKI)
6. Week End - 6:04 (YOSHIKI - YOSHIKI)
7. Endless Rain - 5:38 (YOSHIKI - YOSHIKI)
8. Kurenai - 7:14 (YOSHIKI - YOSHIKI)
9. Longing - 8:00 (YOSHIKI - YOSHIKI)
10. Drum Break - 1:38 (YOSHIKI - YOSHIKI)
11. Unfinished - 3:17 (YOSHIKI - YOSHIKI)
12. X - 8:46 (Hitomi Shiratori - YOSHIKI)

Album 6 - Art of Life Live
1. Art of life live - 34:07 (YOSHIKI - YOSHIKI)

Album 7 - The Last Live (3 CD)
- CD 1

1. Amethyst - 6:19 (YOSHIKI - YOSHIKI)
2. Rusty Nail - 6:12 (YOSHIKI - YOSHIKI)
3. Week End - 6:07 (YOSHIKI - YOSHIKI)
4. Scars - 9:31 (HIDE - HIDE)
5. Dahlia - 8:00 (YOSHIKI - YOSHIKI)
6. Drum Break - 2:00 (YOSHIKI - YOSHIKI)
7. Drain - 4:29 (HIDE, TOSHI - HIDE)
8. Piano Solo - 5:41 (YOSHIKI - YOSHIKI)

- CD 2

1. Crucify My Love - 7:18 (YOSHIKI - YOSHIKI)
2. Longing～跡切れたmelody～ - 7:41 (YOSHIKI - YOSHIKI)
3. 紅 - 7:55 (YOSHIKI - YOSHIKI)
4. Orgasm - 18:53 (Hitomi Shiratori - YOSHIKI)
5. Drum Solo - 14:10 (YOSHIKI - YOSHIKI)
6. Forever Love - 12:41 (YOSHIKI - YOSHIKI)

- CD 3

1. Prologue - 2:47 (YOSHIKI F.Marino)
2. X - 16:46 (Hitomi Shiratori - YOSHIKI)
3. Endless Rain - 17:16 (YOSHIKI - YOSHIKI)
4. Curtain Call (Say Anything) - 11:01 (YOSHIKI - YOSHIKI)
5. The Last Song - 13:32 (YOSHIKI - YOSHIKI)
6. Epilogue (Tears) - 10:47 (Hitomi Shiratori, YOSHIKI - YOSHIKI)

## DVD
DVD 1 - Dahlia The Video Visual Shock Vol.5 Part 1 & Part 2
1. Music Composition
2. Amethyst (YOSHIKI - YOSHIKI)
3. Dahlia (YOSHIKI - YOSHIKI)
4. Scars (HIDE - HIDE)
5. Forever Love (YOSHIKI - YOSHIKI)
6. Longing (The Poem) (YOSHIKI - YOSHIKI)
7. Week End (YOSHIKI - YOSHIKI)
8. Tears (Hitomi Shiratori, YOSHIKI - YOSHIKI)
9. White Poem I (YOSHIKI - YOSHIKI)
10. Drain (YOSHIKI - YOSHIKI)
11. Forever Love (acoustic) (HEATH & PATA)
12. Crucify My Love (HIDE, TOSHI - HIDE)
13. Wriggle (YOSHIKI - YOSHIKI)

DVD 2 - Dahlia Tour Final 1996 (2 DVD)
1. Drum Solo - Amethyst - 6:57 (YOSHIKI - YOSHIKI)
2. Rusty Nail - 7:43 (YOSHIKI - YOSHIKI)
3. Week End - 6:38 (YOSHIKI - YOSHIKI)
4. Scars - 11:30 (HIDE - HIDE)
5. Dahlia - 8:05 (YOSHIKI - YOSHIKI)
6. Heath Solo - 8:55 (HEATH)
7. Hide Solo - 9:37 (HIDE)
8. Drain - 14:35 (HIDE, TOSHI - HIDE)
9. Piano Solo - 6:04 (YOSHIKI)
10. Crucify My Love - 4:36 (YOSHIKI - YOSHIKI)
11. Endless Rain - 10:28 (YOSHIKI - YOSHIKI)
12. 紅 - 7:47 (YOSHIKI - YOSHIKI)
13. Orgasm - 15:18 (Hitomi Shiratori - YOSHIKI)
14. White Poem I - 8:41 (YOSHIKI - YOSHIKI)
15. Drum Solo - 7:47 (YOSHIKI - YOSHIKI)
16. Forever Love - 7:55 (YOSHIKI - YOSHIKI)
17. X - 10:18 (YOSHIKI - YOSHIKI)
18. Say Anything (SE) - 8:34 (YOSHIKI - YOSHIKI)
19. Tears (SE) - 10:07 (Hitomi Shiratori, YOSHIKI - YOSHIKI)

DVD 3 - Clips II
1. Amethyst (YOSHIKI - YOSHIKI)
2. Rusty Nail (YOSHIKI - YOSHIKI)
3. Scars (HIDE - HIDE)
4. Week End (YOSHIKI - YOSHIKI)
5. Forever Love (YOSHIKI - YOSHIKI)
6. Crucify My Love (YOSHIKI - YOSHIKI)
7. Dahlia (YOSHIKI - YOSHIKI)
8. White Poem I (YOSHIKI - YOSHIKI)
9. Drain (YOSHIKI - YOSHIKI)
10. 紅 (YOSHIKI - YOSHIKI)
11. Tears (Hitomi Shiratori, YOSHIKI - YOSHIKI)
12. Forever Love (From The Last Live: Line Cut) (YOSHIKI - YOSHIKI)

DVD 4 - The Last Live Video (2 DVD)
1. Amethyst - 6:19 (YOSHIKI - YOSHIKI)
2. Rusty Nail - 6:12 (YOSHIKI - YOSHIKI)
3. Week End - 6:07 (YOSHIKI - YOSHIKI)
4. Scars - 9:31 (HIDE - HIDE)
5. Dahlia - 8:00 (YOSHIKI - YOSHIKI)
6. Drum Break - 2:00 (YOSHIKI - YOSHIKI)
7. Drain - 4:29 (HIDE, TOSHI - HIDE)
8. Piano Solo - 5:41 (YOSHIKI - YOSHIKI)
9. Crucify My Love - 7:18 (YOSHIKI - YOSHIKI)
10. Longing～跡切れたmelody～ - 7:41 (YOSHIKI - YOSHIKI)
11. 紅 - 7:55 (YOSHIKI - YOSHIKI)
12. Orgasm - 18:53 (Hitomi Shiratori - YOSHIKI)
13. Drum Solo - 14:10 (YOSHIKI - YOSHIKI)
14. Forever Love - 12:41 (YOSHIKI - YOSHIKI)
15. Prologue - 2:47 (F.Marino - X JAPAN)
16. X - 16:46 (Hitomi Shiratori - YOSHIKI)
17. Endless Rain - 17:16 (YOSHIKI - YOSHIKI)
18. Presentazione del progetto Violet UK

DVD 5 - Art Of Life Live - 1993.12.31 Tokyo Dome
1. Art of life live - 34:07 (YOSHIKI - YOSHIKI)

DVD 6 - Film GIG 1993
DVD 7 - Kurenai / XCLAMATION